# Kościół św. Wojciecha w Działdowie
Kościół św. Wojciecha w Działdowie – kościół parafialny w Działdowie mieszczący się przy ulicy Nidzickiej. Jest najstarszym kościołem rzymskokatolickim w mieście i centrum parafii pw. św. Wojciecha.

## Historia powstania i opis zabudowy
20 stycznia 1860 r. biskup chełmiński Jan Nepomucen Marwicz zezwolił na utworzenie parafii pw. św Wojciecha w Działdowie. Była to pierwsza parafia rzymskokatolicka na terenie miasta, zamieszkiwanego wówczas głównie przez ewangelików. Rok później rozpoczęła się budowa kościoła, zakończona w roku 1862. Pierwszy kościółek powstały na tym miejscu był bardzo skromny – budynek wzniesiony został z muru pruskiego, zwieńczony drewnianą wieżą, także bardzo skromnie urządzono wnętrze. Trudne początki parafii były spowodowane złą sytuacją materialną. Po upadku powstania styczniowego na ziemiach działdowskich schroniły się setki Polaków uciekających przed represjami ze strony zaborców. Mały kościółek nie mógł już pomieścić wszystkich wiernych i rozpoczęto budowę nowej, bardziej okazałej świątyni. 
Kościół, który zachował się do dziś, został zbudowany w stylu neogotyckim, z czerwonej cegły, w układzie bazylikowym, z gwieździstym sklepieniem nad prezbiterium. Prace ukończono w 1896 roku, a 9 czerwca 1900 kościół został konsekrowany przez biskupa chełmińskiego Augustyna Rosentretera. Dwadzieścia lat później, podczas najazdu bolszewików, świątynia została częściowo zniszczona, a potem odbudowana według pierwotnych koncepcji i projektów. Podczas II wojny światowej nie doznała znaczących uszkodzeń. 
W czasie okupacji hitlerowskiej w obozie koncentracyjnym w Dachau zmarł proboszcz parafii pw. św. Wojciecha – ks. dr Jan Łubieński. Upamiętnia go tablica zawieszona w kruchcie świątyni. Zaraz obok wisi kolejna, z nazwiskami 57 parafian pomordowanych w obozach koncentracyjnych i następna, upamiętniająca polskich żołnierzy walczących z okupantem nazistowskim. Wewnątrz nawy głównej kościoła, po prawej stronie, znajduje się kolejna tablica, ku pamięci zamordowanych w działdowskim obozie bł. abp. Juliana Nowowiejskiego i bł. bp. Leona Wetmańskiego oraz 1 alumna i 47 kapłanów diecezji płockiej.